# Estonské fotbalové mistrovství 1923
Třetí ročník Eesti jalgpalli meistrivõistluste A-klass (Estonského fotbalového mistrovství) se konal od 9. září do 29. října 1923.
Soutěže se zúčastnilo pět klubů v systému play off. Jenže po odstoupení tří klubů se nakonec turnaj odehrál se třemi kluby. Vítězem turnaje se stal poprvé ve své klubové historii JK Tallinna Kalev, který porazil ve finále ASK Tartu 6:0.